# Lacs (Côte d'Ivoire)

Localisation de la province

La Région des Lacs est une ancienne région administrative de la Côte d'Ivoire, située au centre du pays et qui avait pour chef lieu la ville de Yamoussoukro. La région avait une superficie de 8 920 km2 et une population estimée à 713 884 habitants en 2012 (densité : 80,03 hab./km2).
Cette région était peuplée en majorité par les Baoulés.
Depuis le redécoupage administratif de 2011, la ville de Yamoussoukro est devenue district autonome, tandis que le reste de l'ancienne région des Lacs (départements de Tiébissou et Toumodi) a été rebaptisée région du Bélier, qui fait partie du nouveau district des Lacs. Le nouveau district des Lacs regroupe donc l'ensemble de l'ancienne région des Lacs moins le département de Yamoussoukro (devenu district autonome), plus l'ensemble de l'ancienne région du N'zi-Comoé (qui a servi de base à la formation de trois nouvelles régions au sein du district des Lacs).

## Démographie
| 1988    | 1998    | 2010    | 2012    |
| ------- | ------- | ------- | ------- |
| 362 244 | 476 235 | 677 812 | 713 884 |

## Anciens départements et sous-préfectures
- Yamoussoukro
- Toumodi
  - Kossou
- Tiébissou
  - Yakpabo-Sakassou
  - Molonou
  - Lomokankro
- Didiévi
  - Molonou-Blé